# Chimonobambusa fansipanensis
Chimonobambusa fansipanensis là một loài thực vật có hoa trong họ Hòa thảo. Loài này được T.Q.Nguyen & Vucan mô tả khoa học đầu tiên năm 1991.